# Cádiz (provincie)

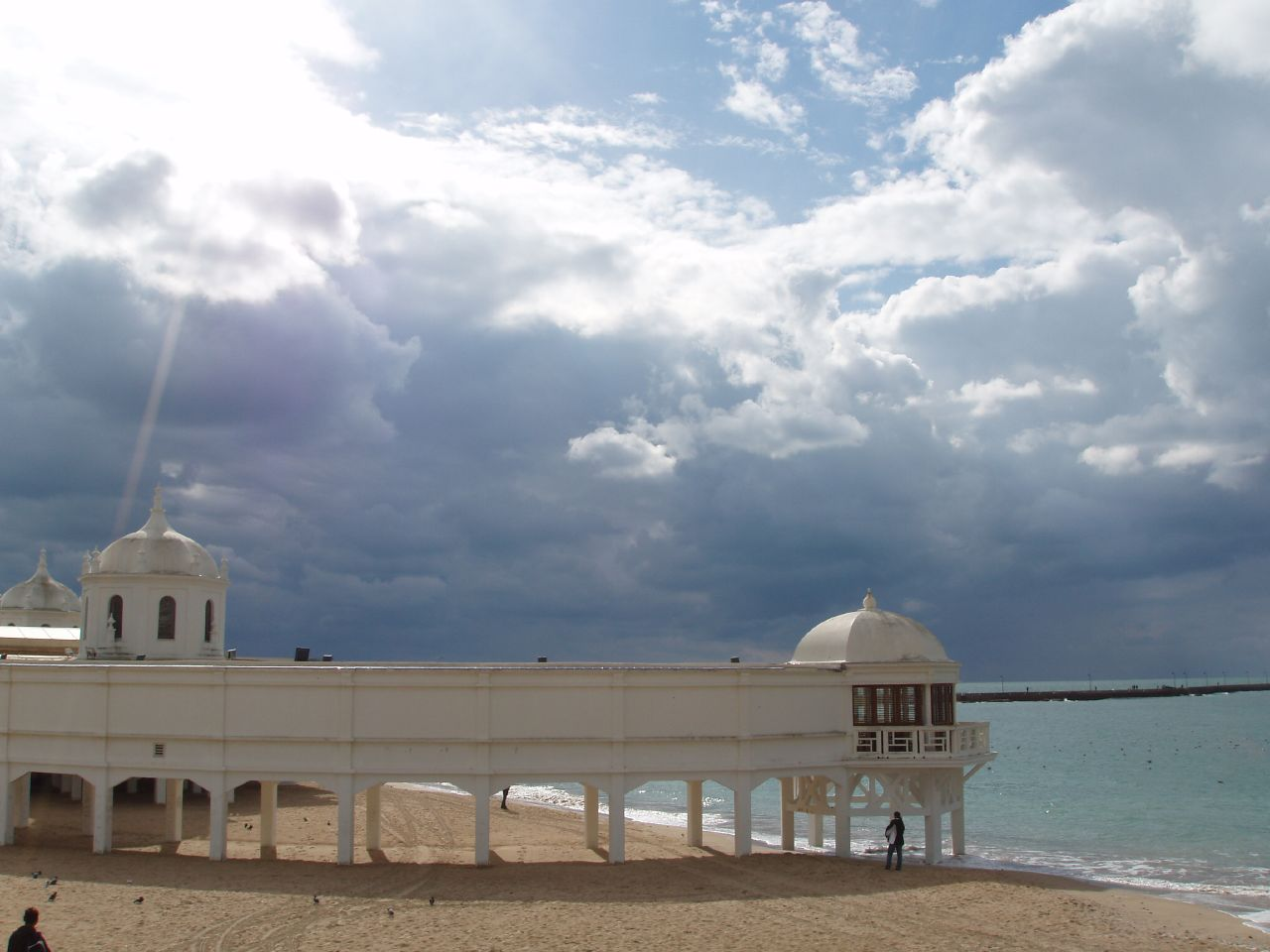
La Caleta

De provincie Cádiz, met gelijknamige hoofdstad Cádiz, is gesitueerd in de Zuid-Spaanse regio Andalusië.
Tijdens het grootste deel van het jaar bezit Cádiz een van de aangenaamste klimaten van het Iberisch Schiereiland.
De provincie heeft langs de Costa de la Luz kilometerslange stranden van fijn zand, die over het algemeen nog weinig toeristisch worden geëxploiteerd.
In de bergketen van Grazalema bevindt zich El Pinsapar, een natuurreservaat dat, in tegenstelling tot de rest van de provincie, een van de grootste jaarlijkse hoeveelheden neerslag van Spanje kent.
In het zuiden bevindt zich Campo de Gibraltar, een gebied met onder andere de volgende plaatsen: Algeciras, La Línea de la Concepción, San Roque en Tarifa. Het schiereiland van Gibraltar is een Britse kolonie en behoort bestuurlijk gezien niet tot de provincie Cádiz.
De provincie Cádiz bleef in 1810 in Spaanse handen, toen de rest van Spanje door Napoleontische troepen was bezet. Vanuit Cádiz begon in 1812 de herovering (of bevrijding) van het land.

## Bestuurlijke indeling
De provincie Cádiz bestaat uit 6 comarca's die op hun beurt uit gemeenten bestaan. De comarca's van Cádiz zijn:
- Bahía de Cádiz
- Campiña de Jerez
- Campo de Gibraltar
- Costa Noroeste
- La Janda
- Sierra de Cádiz

Zie voor de gemeenten in Cádiz de lijst van Spaanse gemeenten in provincie Cádiz.

## Demografische ontwikkeling
Bron: INE
Opm: Bevolkingscijfers in duizendtallen; tot 1925 behoorde de stad Ceuta tot de provincie Cádiz